# La Pobla de Segur
La Pobla de Segur (spanyolul Puebla de Segur) település Spanyolországban, Lleida tartományban. Lakosainak száma 3015 fő (2024).

## Fekvése

### Közeli települések
La Pobla de Segur Baix Pallars, Conca de Dalt, Salàs de Pallars és Senterada községekkel határos.

## Népesség
A település népessége az utóbbi években az alábbiak szerint változott:
| Lakosok száma | 620  | 1842 | 1939 | 3288 | 3281 | 2961 | 3237 | 3012 | 2984 | 3015 |
|               | 1717 | 1887 | 1936 | 1960 | 1986 | 2004 | 2009 | 2014 | 2019 | 2024 |